# Liste des chapitres de Sailor Moon
Cet article est un complément de l’article sur le manga Sailor Moon. Il contient la liste des volumes du manga parus en presse, avec les chapitres qu’ils contiennent.

## Fiche technique
- Première édition japonaise : Kōdansha
  - Nombre de volumes sortis : 18 (terminés, épuisés)
  - Date de première publication :  6 juillet 1992
  - Prépublication : Nakayoshi, février 1992
- Première édition française : Glénat
  - Nombre de volumes sortis : 18 (terminés, épuisés)
  - Date de première publication : 16 février 1995
  - Format : 180 mm × 115 mm
- Deuxième édition japonaise : Kōdansha
  - Nombre de volumes sortis : 12+2 (terminés)
  - Date de première publication :  22 septembre 2003
- Deuxième édition française : Pika Édition
  - Nombre de volumes sortis : 12+2 (terminés)
  - Date de première publication : 2 juillet 2012
  - Format : 180 mm × 120 mm
- Troisième édition japonaise : Kōdansha
  - Nombre de volumes sortis : 10 (terminés)
  - Date de première publication :  29 novembre 2013
  - Format : 210 mm × 148 mm (A5)
- Troisième édition française : Pika Édition
  - Nombre de volumes sortis : 10 (terminés)
  - Date de première publication :  16 septembre 2020 (version physique), 14 août 2019 (version numérique)

## Première édition
| no | Japonais         | Japonais          | Français          | Français          |
| no | Date de sortie   | ISBN              | Date de sortie    | ISBN              |
| --- | ---------------- | ----------------- | ----------------- | ----------------- |
| 1 | 6 juillet 1992   | 978-4-06-178721-6 | 16 février 1995   | 978-2-7234-1853-9 |
| Titre du volume : Métamorphose Couverture : Luna, Sailor Moon et Tuxedo MaskListe des chapitres : - Chapitre 1 : Bunny - Chapitre 2 : Amy - Chapitre 3 : Raya - Chapitre 4 : Le bal masqué - Chapitre 5 : Mako |                  |                   |                   |                   |
| 2 | 6 octobre 1992   | 978-4-06-178731-5 | 20 mars 1995      | 978-2-7234-1904-8 |
| Titre du volume : L'homme masqué Couverture : Sailor Moon, Sailor Mercury, Sailor Mars, Sailor Jupiter, Sailor Venus et Sailor PlutoListe des chapitres : - Chapitre 6 : Tuxedo masqué - Chapitre 7 : Manoru Chiba - Chapitre 8 : Minako - Sailor V - Chapitre 9 : Sérénité |                  |                   |                   |                   |
| 3 | 6 avril 1993     | 978-4-06-178744-5 | 23 mai 1995       | 978-2-7234-1909-3 |
| Titre du volume : Les justicières de la Lune Couverture : Sailor Moon, Sailor Mercury, Sailor Mars, Sailor Jupiter et Sailor VenusListe des chapitres : - Chapitre 10 : La Lune - Chapitre 11 : Endymion - Chapitre 12 : La bataille finale |                  |                   |                   |                   |
| 4 | 6 juillet 1993   | 978-4-06-178753-7 | 27 août 1995      | 978-2-7234-1910-9 |
| Titre du volume : Le Cristal d'argent Couverture : Sailor Moon, Sailor Mercury, Sailor Mars, Sailor Jupiter et Sailor VenusListe des chapitres : - Chapitre 13 : Petit étranger - Chapitre 14 : Sailor Mars - Chapitre 15 : Sailor Mercure - Chapitre 16 : Sailor Jupiter |                  |                   |                   |                   |
| 5 | 6 novembre 1993  | 978-4-06-178764-3 | 26 septembre 1995 | 978-2-7234-1911-6 |
| Titre du volume : La gardienne du temps Couverture : Princess SerenityListe des chapitres : - Chapitre 17 : Sailor Vénus - Chapitre 18 : Sailor Pluton - Chapitre 19 : Roi Endymion - SPECIAL : Journal illustré de Mini-Bunny |                  |                   |                   |                   |
| 6 | 5 mars 1994      | 978-4-06-178772-8 | 25 février 1996   | 978-2-7234-2050-1 |
| Titre du volume : La planète Némésis Couverture : Sailor MoonListe des chapitres : - Chapitre 20 : Némésis 1 - Chapitre 21 : Némésis 2 - Chapitre 22 : Black Lady |                  |                   |                   |                   |
| 7 | 6 juillet 1994   | 978-4-06-178781-0 | 24 avril 1996     | 978-2-7234-2092-1 |
| Titre du volume : Black Lady Couverture : Sailor Moon et Sailor Chibi-MoonListe des chapitres : - Chapitre 23 : Renaissance - Chapitre 24 : Infini 1 - Pressentiment |                  |                   |                   |                   |
| 8 | 2 novembre 1994  | 978-4-06-178790-2 | 29 juin 1996      | 978-2-7234-2172-0 |
| Titre du volume : Le Lycée infini Couverture : Usagi TsukinoListe des chapitres : - Chapitre 25 : Infini 2 - Les ondes - Chapitre 26 : Infini 3 - Les nouvelles justicières - Chapitre 27 : Infini 4 - Sailor Uranus - Fréderic Teno, Sailor Neptune - Mylène Kaio - Chapitre 28 : Infini 5 - Sailor Pluton - Séverine Meio                                                             |                  |                   |                   |                   |
| 9 | 6 février 1995   | 978-4-06-178797-1 | 21 août 1996      | 978-2-7234-2187-4 |
| Titre du volume : Uranus et Neptune Couverture : Les dix guerrièresListe des chapitres : - Chapitre 29 : Infini 6 - Les trois justicières - Chapitre 30 : Infini 7 - Super Sailor Moon - Chapitre 31 : Infini 8 - Labyrinthe infini 1 - Chapitre 32 : Infini 9 - Labyrinthe infini 2 |                  |                   |                   |                   |
| 10 | 6 juin 1995      | 978-4-06-178806-0 | 16 novembre 1996  | 978-2-7234-2188-1 |
| Titre du volume : Sailor Saturne Couverture : Super Sailor MoonListe des chapitres : - Chapitre 33 : Infini 10 - SPECIAL : Journal illustré de Mini-Bunny - La fête de Tanabata |                  |                   |                   |                   |
| 11 | 6 juillet 1995   | 978-4-06-178809-1 | 13 février 1997   | 978-2-7234-2298-7 |
| Titre du volume : La princesse Kaguya Couverture : Luna sous sa forme humaine et Super Sailor MoonListe des chapitres : - SPECIAL : Le fiancé de la princesse Kaguya - SPECIAL : Souvenirs de Casablanca |                  |                   |                   |                   |
| 12 | 6 septembre 1995 | 978-4-06-178814-5 | 26 avril 1997     | 978-2-7234-2299-4 |
| Titre du volume : Pégase Couverture : Usagi Tsukino et Mamoru ChibaListe des chapitres : - Chapitre 34 : Rêve premier : Eclipse - Chapitre 35 : Rêve deuxième : Le rêve de Mercure - Chapitre 36 : Rêve troisième : Le rêve de Mars |                  |                   |                   |                   |
| 13 | 6 décembre 1995  | 978-4-06-178820-6 | 24 juin 1997      | 978-2-7234-2300-7 |
| Titre du volume : Hélios Couverture : Sailor Mercury, Sailor Mars, Sailor Jupiter et Sailor VenusListe des chapitres : - Chapitre 37 : Rêve quatrième : Eclipse - Chapitre 38 : Rêve cinquième : Le rêve de Jupiter - SPECIAL : La course aux examens 1 : le spleen de Mako - SPECIAL : La course aux examens 2 : le premier amour d'Amy - SPECIAL : La course aux examens 3 : querelle |                  |                   |                   |                   |
| 14 | 6 mars 1996      | 978-4-06-178826-8 | 24 août 1997      | 978-2-7234-2301-4 |
| Titre du volume : Le royaume Elusion Couverture : Sailor Uranus, Sailor Neptune, Sailor Pluto et Sailor SaturnListe des chapitres : - Chapitre 39 : Rêve sixième : Le rêve d'une nouvelle guerrière - Chapitre 40 : Rêve septième : Le rêve de Jupiter |                  |                   |                   |                   |
| 15 | 5 juillet 1996   | 978-4-06-178835-0 | 19 novembre 1997  | 978-2-7234-2302-1 |
| Titre du volume : La reine Nérénia Couverture : Princess Serenity et Prince EndymionListe des chapitres : - Chapitre 41 : Rêve huitième : Le rêve des Dead Moon - Chapitre 42 : Rêve neuvième : De la Terre à la Lune - SPECIAL : Journal illustré de Mini-Bunny |                  |                   |                   |                   |
| 16 | 6 septembre 1996 | 978-4-06-178841-1 | 13 février 1998   | 978-2-7234-2510-0 |
| Titre du volume : Les Starlights Couverture : Eternal Sailor MoonListe des chapitres : - Chapitre 43 : Stars 1 - Chapitre 44 : Stars 2 - Chapitre 45 : Stars 3 |                  |                   |                   |                   |
| 17 | 6 décembre 1996  | 978-4-06-178849-7 | 18 avril 1998     | 978-2-7234-2511-7 |
| Titre du volume : Sailor Galaxia Couverture : Eternal Sailor MoonListe des chapitres : - Chapitre 46 : Stars 4 - Chapitre 47 : Stars 5 - Chapitre 48 : Stars 6 - SPECIAL : Journal illustré de Mini-Bunny - L'énigmatique "Hammer Price" |                  |                   |                   |                   |
| 18 | 4 avril 1997     | 978-4-06-178858-9 | 22 juin 1998      | 978-2-7234-2512-4 |
| Titre du volume : Le chaos galactique Couverture : Usagi TsukinoListe des chapitres : - Chapitre 49 : Stars 7 - Chapitre 50 : Stars 8 - Chapitre 51 : Stars 9 - Chapitre 52 : Stars 10 |                  |                   |                   |                   |

## Édition Shinsōban
| no | Japonais          | Japonais          | Français         | Français          |
| no | Date de sortie    | ISBN              | Date de sortie   | ISBN              |
| --- | ----------------- | ----------------- | ---------------- | ----------------- |
| 1 | 22 septembre 2003 | 978-4-06-334776-0 | 2 juillet 2012   | 978-2-8116-0713-5 |
| Couverture : Sailor MoonListe des chapitres : - Acte 1 : Usagi - Sailor Moon - Acte 2 : Ami - Sailor Mercury - Acte 3 : Rei - Sailor Mars - Acte 4 : Masquerade - Le bal masqué - Acte 5 : Makoto - Sailor Jupiter - Acte 6 : L'homme masqué - Tuxedo Mask |                   |                   |                  |                   |
| 2 | 22 septembre 2003 | 978-4-06-334777-7 | 5 septembre 2012 | 978-2-8116-0714-2 |
| Couverture : Sailor MercuryListe des chapitres : - Acte 7 : Mamoru Chiba - Tuxedo Mask - Acte 8 : Minako - Sailor V - Acte 9 : Serenity - Princess - Acte 10 : Moon - Lune - Acte 11 : Retrouvailles - Endymion |                   |                   |                  |                   |
| 3 | 23 octobre 2003   | 978-4-06-334783-8 | 31 octobre 2012  | 978-2-8116-0714-2 |
| Couverture : Sailor MarsListe des chapitres : - Acte 12 : Ennemie - Queen Metallia - Acte 13 : Bataille finale- Réincarnation - Acte 14 : Fin puis commencement - Petite étrangère - Acte 15 : Intrusion - Sailor Mars - Acte 16 : Enlèvement - Sailor Mercury |                   |                   |                  |                   |
| 4 | 23 novembre 2003  | 978-4-06-334803-3 | 2 janvier 2013   | 978-2-8116-0716-6 |
| Couverture : Sailor JupiterListe des chapitres : - Acte 17 : Secret - Sailor Jupiter - Acte 18 : Invasion - Sailor Venus - Acte 19 : Time Warp - Sailor Pluto - Acte 20 : Crystal Tokyo - King Endymion - Acte 21 : Complication - Nemesis |                   |                   |                  |                   |
| 5 | 22 décembre 2003  | 978-4-06-334828-6 | 6 mars 2013      | 978-2-8116-0717-3 |
| Couverture : Sailor VenusListe des chapitres : - Acte 22 : Intentions - Nemesis - Acte 23 : Complot - Wiseman - Acte 24 : Offensive - Black Lady - Acte 25 : Confrontation - Death Phantom - Acte 26 : Renaissance - Never Ending |                   |                   |                  |                   |
| 6 | 23 janvier 2004   | 978-4-06-334835-4 | 2 mai 2013       | 978-2-8116-0718-0 |
| Couverture : Sailor Chibi MoonListe des chapitres : - Acte 27 : Infini 1 - Prémonition - Acte 28 : Infini 2 - Ondes - Acte 29 : Infini 3 - Deux guerrières - Two Soldiers - Acte 30 : Infini 4 - Sailor Uranus - Haruka Tennō / Sailor Neptune - Michiru Kaiō |                   |                   |                  |                   |
| 7 | 23 février 2004   | 978-4-06-334842-2 | 3 juillet 2013   | 978-2-8116-0719-7 |
| Couverture : Sailor UranusListe des chapitres : - Acte 31 : Infini 5 - Sailor Pluto - Setsuna Meiō - Acte 32 : Infini 6 - Trois guerrières - Acte 33 : Infini 7 - Transformation - Super Sailor Moon - Acte 34 : Infini 8 - Le labyrinthe infini 1 - Acte 35 : Infini 9 - Le labyrinthe infini 2 |                   |                   |                  |                   |
| 8 | 23 mars 2004      | 978-4-06-334857-6 | 4 septembre 2013 | 978-2-8116-0720-3 |
| Couverture : Sailor NeptuneListe des chapitres : - Acte 36 : Infini 10 - Infiniment grand - L'envol - Acte 37 : Infini 11 - Infiniment grand - Le jugement - Acte 38 : Infini 12 - Infiniment grand - La séparation - Acte 39 : Songe 1 - Eclipse Dream |                   |                   |                  |                   |
| 9 | 23 avril 2004     | 978-4-06-334865-1 | 30 octobre 2013  | 978-2-8116-0721-0 |
| Couverture : Sailor PlutoListe des chapitres : - Acte 40 : Songe 2 - Mercury Dream - Acte 41 : Songe 3 - Mars Dream - Acte 42 : Songe 4 - Jupiter Dream - Acte 43 : Songe 5 - Venus Dream - Acte 44 : Songe 6 - New Soldier Dream |                   |                   |                  |                   |
| 10 | 21 mai 2004       | 978-4-06-334873-6 | 3 janvier 2014   | 978-2-8116-0722-7 |
| Couverture : Sailor SaturnListe des chapitres : - Acte 45 : Songe 7 - Mirror Dream - Acte 46 : Songe 8 - Illusion Dream - Acte 47 : Songe 9 - Dead Moon Dream - Acte 48 : Songe 10 - Princess Dream - Acte 49 : Songe 11 - Earth and Moon Dream |                   |                   |                  |                   |
| 11 | 23 juin 2004      | 978-4-06-334885-9 | 5 mars 2014      | 978-2-8116-0723-4 |
| Couverture : Sailor ChibiChibi MoonListe des chapitres : - Acte 50 : Stars 1 - Acte 51 : Stars 2 - Acte 52 : Stars 3 - Acte 53 : Stars 4 - Acte 54 : Stars 5 |                   |                   |                  |                   |
| 12 | 23 juillet 2004   | 978-4-06-334896-5 | 2 mai 2014       | 978-2-8116-0724-1 |
| Couverture : Neo Queen Serenity, Small Lady, ChibiChibiListe des chapitres : - Acte 55 : Stars 6 - Acte 56 : Stars 7 - Acte 57 : Stars 8 - Acte 58 : Stars 9 - Acte 59 : Stars 10 - Acte 60 : Stars 11 |                   |                   |                  |                   |
| Spécial 1 | 23 août 2004      | 978-4-06-334910-8 | 2 juillet 2014   | 978-2-8116-1453-9 |
| Couverture : Chibiusa, ChibiChibi et DianaListe des chapitres : - Le journal illustré de Chibiusa - Chapitre 1 : Attention à la nouvelle ! - Chapitre 2 : Prudence pendant Tanabata ! - Chapitre 3 : Méfiez-vous des caries ! - La guerre des examens - Chapitre 1 : La mélancolie de Mako - Chapitre 2 : Le premier amour d'Ami - Chapitre 3 : Bataille entre Rei et Minako - Pretty Guardian Sailor Moon Hors Série - Au bazar des affaires |                   |                   |                  |                   |
| Collections de petites histoires. |                   |                   |                  |                   |
| Spécial 2 | 22 septembre 2004 | 978-4-06-334915-3 | 3 septembre 2014 | 978-2-8116-1454-6 |
| Couverture : Mamoru et UsagiListe des chapitres : - Le fiancé de la princesse Kaguya - Casablanca Memory - Parallel Sailor Moon |                   |                   |                  |                   |
| Collections de petites histoires. |                   |                   |                  |                   |

## Eternal Édition
| no | Japonais         | Japonais          | Français          | Français          |
| no | Date de sortie   | ISBN              | Date de sortie    | ISBN              |
| --- | ---------------- | ----------------- | ----------------- | ----------------- |
| 1 | 29 novembre 2013 | 978-4-06-364933-8 | 14 octobre 2020   | 978-2-8116-5212-8 |
| Personnage sur la couverture : Sailor MoonListe des chapitres : - Acte 1 : Usagi - Sailor Moon - Acte 2 : Ami - Sailor Mercury - Acte 3 : Rei - Sailor Mars - Acte 4 : Masquerade - Le bal masqué - Acte 5 : Makoto - Sailor Jupiter - Acte 6 : L'homme masqué - Tuxedo Mask - Acte 7 : Mamoru Chiba - Tuxedo Mask |                  |                   |                   |                   |
| Usagi est une jeune fille de 14 ans comme tant d'autres : elle aime dormir, jouer aux jeux vidéo, elle pleure pour un oui ou pour un non et elle ne se passionne pas pour ses études. Mais un beau jour, elle croise le chemin de Luna, un chat doué de parole qui va la transformer en une jolie justicière : Sailor Moon ! |                  |                   |                   |                   |
| 2 | 29 novembre 2013 | 978-4-06-364934-5 | 6 janvier 2021    | 978-2-8116-5213-5 |
| Personnage sur la couverture : Sailor MercuryListe des chapitres : - Acte 8 : Minako - Sailor V - Acte 9 : Serenity - Princess - Acte 10 : Moon - Lune - Acte 11 : Retrouvailles - Endymion - Acte 12 : Ennemie - Queen Metallia - Acte 13 : Bataille finale - Réincarnation - Acte 14 : Fin puis commencement - Petite étrangère |                  |                   |                   |                   |
| Usagi a rassemblé les trois autres Sailors et fait tout pour contrecarrer les plans du Dark Kingdom, cette organisation maléfique qui vole l'énergie vitale des humains pour ressusciter leur grande souveraine. Bientôt, l'énigmatique Sailor V se joint aux guerrières et se présente comme Princess Serenity, l'héritière du royaume de la lune. Mais est-elle vraiment celle qu'elle prétend être ?                                                                                        |                  |                   |                   |                   |
| 3 | 28 décembre 2013 | 978-4-06-364935-2 | 17 mars 2021      | 978-2-8116-5214-2 |
| Personnage sur la couverture : Sailor MarsListe des chapitres : - Acte 15 : Intrusion - Sailor Mars - Acte 16 : Enlèvement - Sailor Mercury - Acte 17 : Secret - Sailor Jupiter - Acte 18 : Invasion - Sailor Venus - Acte 19 : Time Warp - Sailor Pluto - Acte 20 : Crystal Tokyo - King Endimyon - Acte 21 : Complication - Nemesis |                  |                   |                   |                   |
| La vie d'Usagi est bouleversée depuis qu'a débarqué une mystérieuse petite fille, surnommée Chibiusa, qui veut lui voler son cristal d'argent. Parallèlement, les Sailors se font enlever les unes après les autres par de nouveaux adversaires se réclamant de la secte Black Moon. Mais d'où viennent ces ennemis ? Que veulent-ils ? Et ont-ils un rapport avec Chibiusa ? |                  |                   |                   |                   |
| 4 | 28 décembre 2013 | 978-4-06-364936-9 | 26 mai 2021       | 978-2-8116-5215-9 |
| Personnage sur la couverture : Sailor JupiterListe des chapitres : - Acte 22 : Intentions - Nemesis - Acte 23 : Complot - Wiseman - Acte 24 : Offensive - Black Lady - Acte 25 : Confrontation - Death Phantom - Acte 26 : Renaissance - Never Ending - Le journal illustré de Chibiusa - Chapitre 1 : Attention à la nouvelle ! - Casablanca memory |                  |                   |                   |                   |
| Coincée au 30e siècle, Usagi est prisonnière du prince Diamond, chef de la secte Black Moon, qui la retient sur la planète Nemesis dont l'énergie négative bloque les pouvoirs de notre héroïne. Mais soudain, le cristal d'argent se réveille et Usagi peut à nouveau se transformer en Sailor Moon et libérer ses amies. |                  |                   |                   |                   |
| 5 | 28 janvier 2014  | 978-4-06-364937-6 | 16 août 2021      | 978-2-8116-5216-6 |
| Personnage sur la couverture : Sailor VenusListe des chapitres : - Acte 27 : Infini 1 - Prémonition - Acte 28 : Infini 2 - Ondes - Acte 29 : Infini 3 - Two soldiers - Acte 30 : Infini 4 - Sailor Uranus - Haruka Tennō / Sailor Neptune - Michiru Kaiō - Acte 31 : Infini 5 Sailor Pluto - Setsuna Meiō - Acte 32 : Infini 6 Trois guerrières - Acte 33 : Infini 7 Transformation - Super Sailor Moon                                                                                        |                  |                   |                   |                   |
| Alors qu'Usagi et ses amies goûtent à un repos bien mérité, voilà que des phénomènes étranges frappent encore une fois la ville de Tokyo. Des élèves d'un lycée réputé, l'Académie Infinie, se transforment en monstres et agressent les passants. Les Sailors se doutent qu'il s'agit de nouveaux ennemis… Et elles ont raison : Kaolinite et son maître Pharaoh 90, attirés par l'immense pouvoir du Cristal d'argent, veulent anéantir l'humanité pour s'installer sur Terre.               |                  |                   |                   |                   |
| 6 | 28 janvier 2014  | 978-4-06-364938-3 | 29 septembre 2021 | 978-2-8116-5217-3 |
| Personnages sur la couverture : Sailor Uranus et Sailor NeptuneListe des chapitres : - Acte 34 : Infini 8 Le labyrinthe infini 1 - Acte 35 : Infini 9 Le labyrinthe infini 2 - Acte 36 : Infini 10 Infiniment grand - L'envol - Acte 37 : Infini 11 Infiniment grand - Le jugement - Acte 38 : Infini 12 Infiniment grand - La séparation - Le journal illustré de Chibiusa - Chapitre 2 : Prudence pendant Tanabata ! - Le fiancé de la princesse Kaguya                                      |                  |                   |                   |                   |
| 7 | 28 février 2014  | 978-4-06-364941-3 | 8 décembre 2021   | 978-2-8116-5218-0 |
| Personnages sur la couverture : Sailor Pluton et Sailor SaturneListe des chapitres : - Acte 39 : Songe 1 - Eclipse Dream - Acte 40 : Songe 2 - Mercury Dream - Acte 41 : Songe 3 - Mars Dream - Acte 42 : Songe 4 - Jupiter Dream - Acte 43 : Songe 5 - Venus Dream - Acte 44 : Songe 6 - New Soldier Dream |                  |                   |                   |                   |
| 8 | 28 février 2014  | 978-4-06-364942-0 | 5 janvier 2022    | 978-2-8116-5219-7 |
| Personnage sur la couverture : Sailor Chibi MoonListe des chapitres : - Acte 45 : Songe 7 - Mirror Dream - Acte 46 : Songe 8 - Illusion Dream - Acte 47 : Songe 9 - Dead Moon Dream - Acte 48 : Songe 10 - Princess Dream - Acte 49 : Songe 11 - Earth and Moon Dream - Le journal illustré de Chibiusa - Chapitre 3 : Méfiez-vous des caries ! - La guerre des examens - Chapitre 1 : La mélancolie de Mako - Chapitre 2 : Le premier amour d'Ami - Chapitre 3 : Bataille entre Rei et Minako |                  |                   |                   |                   |
| 9 | 28 mars 2014     | 978-4-06-364943-7 | 13 avril 2022     | 978-2-8116-5220-3 |
| Personnages sur la couverture : Princess Serenity et Prince EndymionListe des chapitres : - Acte 50 Stars 1 - Acte 51 Stars 2 - Acte 52 Stars 3 - Acte 53 Stars 4 - Acte 54 Stars 5 - Acte 55 Stars 6 |                  |                   |                   |                   |
| 10 | 28 mars 2014     | 978-4-06-364944-4 | 15 juin 2022      | 978-2-8116-5221-0 |
| Personnages sur la couverture : Les dix guerrièresListe des chapitres : - Acte 56 Stars 7 - Acte 57 Stars 8 - Acte 58 Stars 9 - Acte 59 Stars 10 - Acte 60 Stars 11 - Pretty Guardian Sailor Moon Hors Série - Au bazar des affaires - Parallel Sailor Moon |                  |                   |                   |                   |